# 11193 Мерида
11193 Мерида (11193 Mérida) — астероїд головного поясу, відкритий 11 грудня 1998 року.
Тіссеранів параметр щодо Юпітера — 3,175.